# Hippolyte-Romain-Joseph Duthillœul
Hippolyte-Romain-Joseph Duthillœul, né à Douai le 8 novembre 1788, où il est mort en mars 1862, est un littérateur et biographe français.

## Biographie

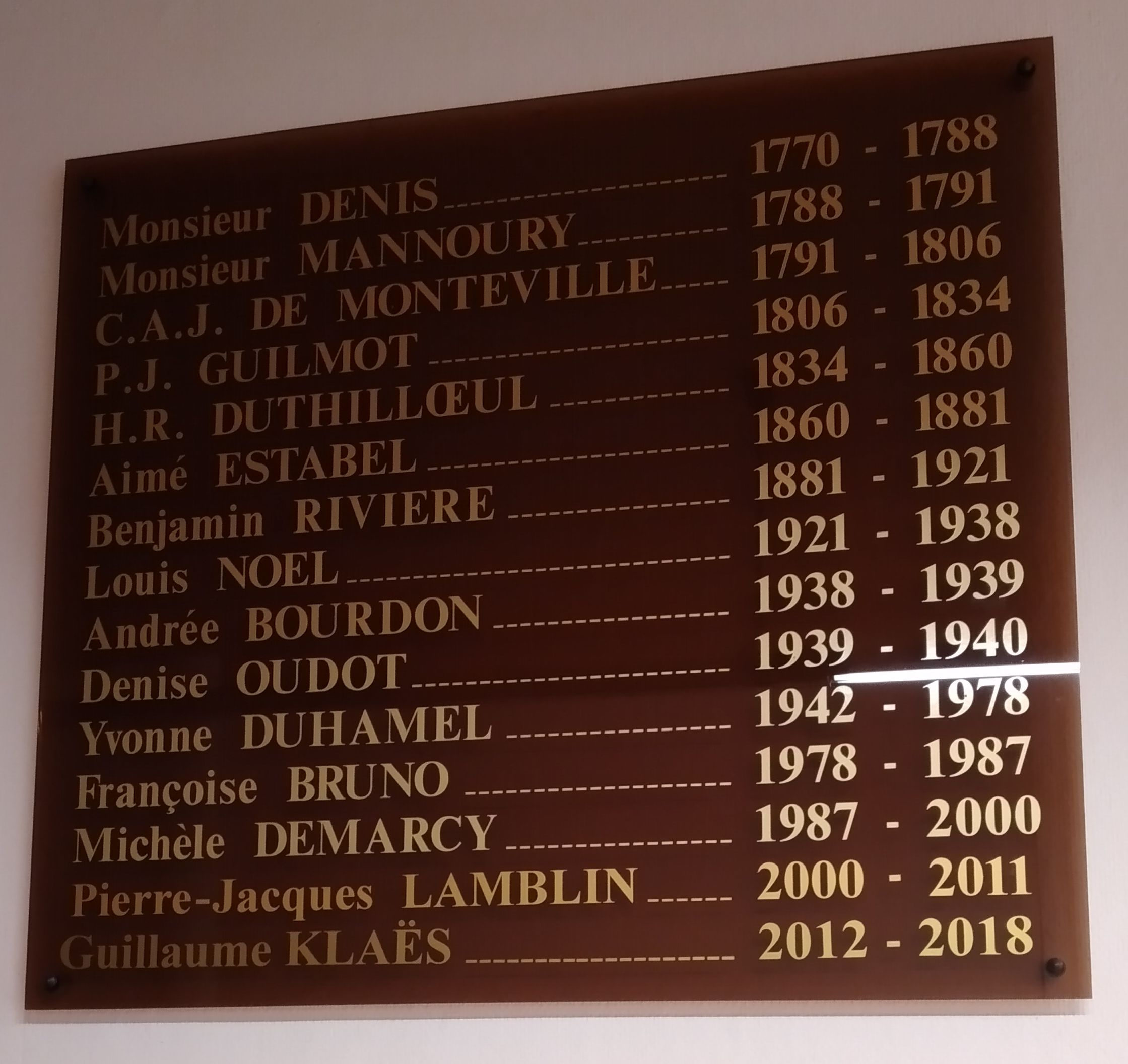
Directeurs et directrices de la bibliothèque municipale de Douai

Il sert comme commissaire au service du roi Joseph Bonaparte lors des guerres d'Espagne. En 1814, il devient officier supérieur d'administration.
Il fonde en 1826 le Mémorial de la Scarpe, qui deviendra l'Indépendant de Douai en 1848,.
En 1830, il est nommé juge de paix du canton de Douai-Ouest regroupant 10 communes. En 1834, il devient bibliothécaire de la ville de Douai. Il permet notamment le sauvetage des collections de livres qui enrichissent aujourd'hui la bibliothèque de Douai.
Il écrit notamment sur le sujet au début de son livre Catalogue descriptif et raisonné des manuscrits de la bibliothèque de Douai : « M. de Guerne, alors maire de Douai, ayant reconnu l'utilité grande que présenterait un catalogue raisonné et descriptif des manuscrits de la Bibliothèque, décida que ce travail serait commencé ; le vénérable M. Guilmot, à cause de son grand âge, ne pouvait pas l'entreprendre seul, et continuer son service de bibliothécaire ; il demanda que l’auteur de cette notice lui fut adjoint et M. le maire de Douai me donna le 10 mai 1834, la mission gratuite de conduire cet important travail. Nos manuscrits étaient alors exposés dans un lieu ouvert à tous vents où la pluie tombait à plaisir. Pendant que l'on cherchait un local pour les abriter, la mort vint atteindre M. Guilmot, qui mourut d'apoplexie le 22 juin 1834, âgé de 81 ans. Le 4 juillet 1834, je fus nommé bibliothécaire de la ville de Douai. Pendant les deux premières années de mon entrée en exercice, je dus donner tout mon temps au service de la Bibliothèque, étudier le classement imparfait et explorer en détail l'ensemble de ses richesses. Le travail du catalogue des manuscrits fut commencé en 1838 et terminé en 1844. Il m'a fallu ce temps parce que j'étais seul pour le service quotidien, et parce qu'en 1841, par un arrêté, M. Honoré, maire de Douai, avait prescrit la formation d'un catalogue général de la Bibliothèque. »
La majeure partie de ces manuscrits provenaient des Abbayes de Marchiennes et d'Anchin, ainsi que les fonds issus de l'université de Douai.